# بهارآباد (بردسکن)
بهارآباد نام روستایی از توابع بخش انابد شهرستان بردسکن در استان خراسان رضوی است.

## جمعیت
این روستا در دهستان صحرا قرار دارد و براساس سرشماری مرکز آمار ایران در سال ۱۳۸۵، جمعیت آن زیر سه خانوار بوده است.